# Veres-bástya
A marosillyei Veres-bástya műemlék Romániában, Hunyad megyében. A romániai műemlékek jegyzékében a HD-II-m-A-03353 sorszámon szerepel.
A korábbi várkastély megmaradt épületrésze, az ún. Veres-bástya. (Az Óolasz bástya, amelyet a várfal déli sarkára építettek 1552 után, szemben a Maros partján létezett, a 18. századra elpusztult a Lunkán nevű településsel. A három másik sarokbástyától eltérően valószínűleg eredetileg lakóépületnek szánták.) Északkeleti, tornácos oldalán külső festés nyomaira, indadíszítésre bukkantak, és valószínűleg e festés színéről kapta a Veres-bástya nevet. A 18. században az uradalom tisztségviselői laktak benne. Az 1850-es években historizáló átalakításokat végeztek rajta, neogótikus ablakoromzatokkal és portáléval látták el. 2003-ban a Dévai Szent Ferenc Alapítvány vásárolta meg és magyarországi állami segítséggel újította föl. Falán a nagyenyedi diákok által 1909-ben állított emléktábla Bethlen Gábor szülőhelyének nevezi, és talán ennek a hagyománynak köszönheti a fennmaradását. A fejedelem valójában a vár közepén egykor állott négyszintes lakótoronyban születhetett. Ott helyezte el az első emléktáblát még Bethlen István, ám a tornyot a vár egyéb részeivel együtt 1670-ben lerombolták. A Veres-bástya felújítása 2014-re elkészült, látogatható.
A Veres-bástya mögött a Bornemisza-kastély jelenleg (2017-ben) romos késő klasszicista épülete áll, mely a várkastély korábbi helyén épült a 19. század közepén. A 20. században kórház működött benne.

## Galéria

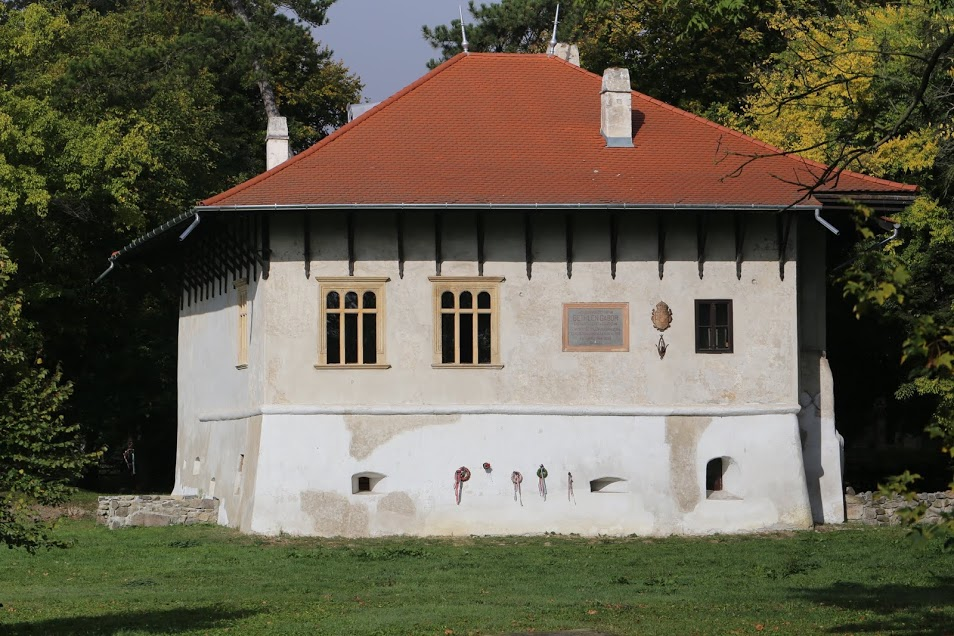
Veres-bástya, Marosillye
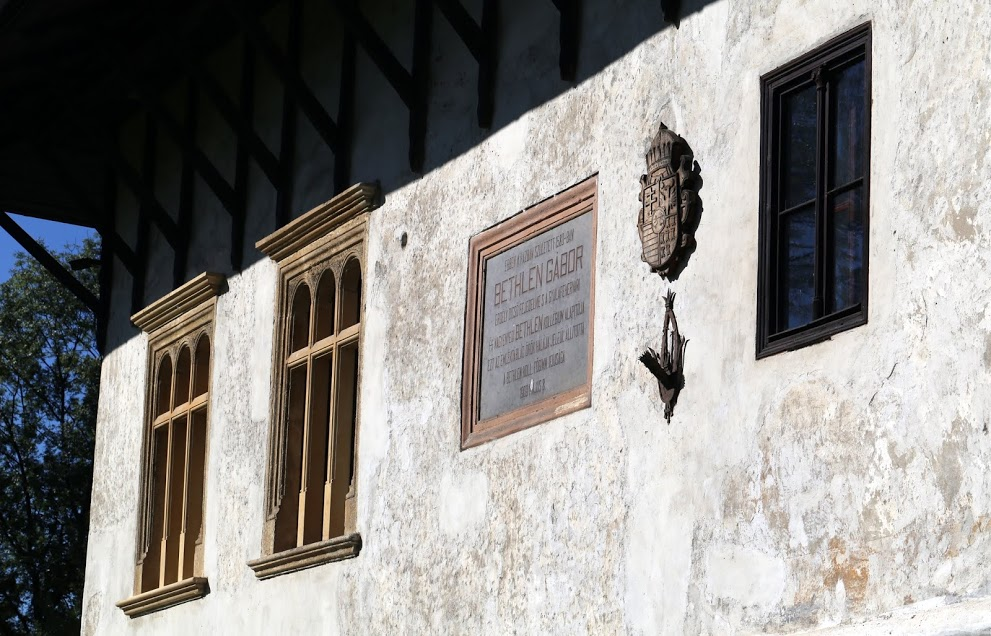
Veres-bástya homlokzat
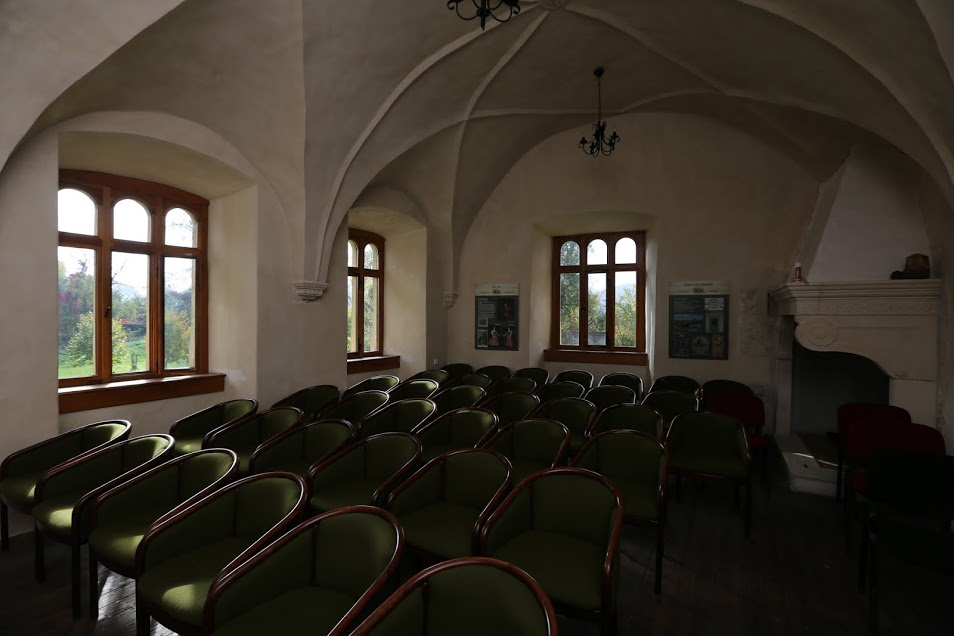
Veres-bástya, emeleti szint, nagyterem
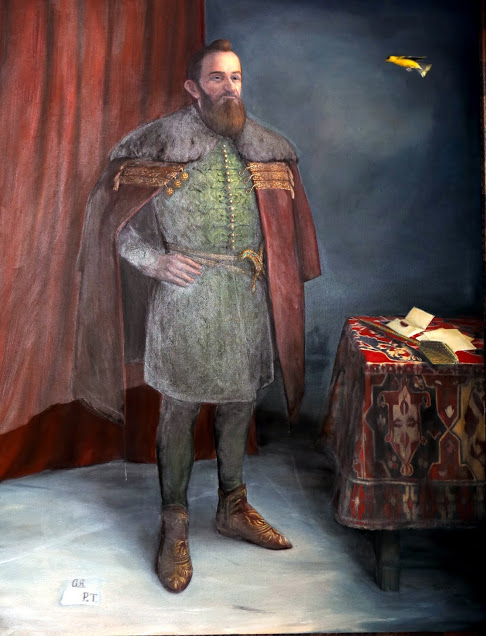
Bethlen Gábor (festmény)
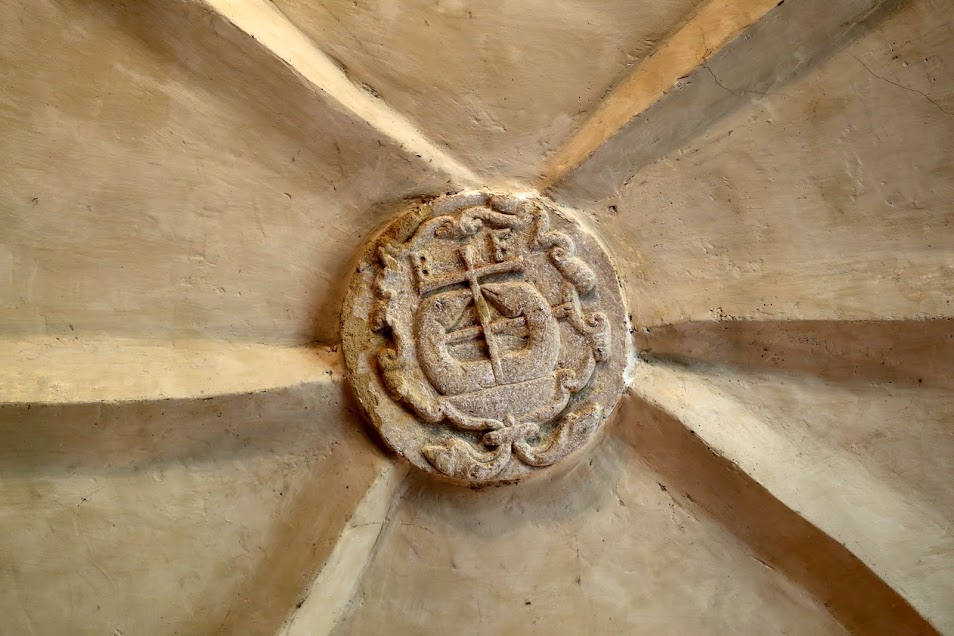
A Bethlen család címere a mennyezet díszítéseként.
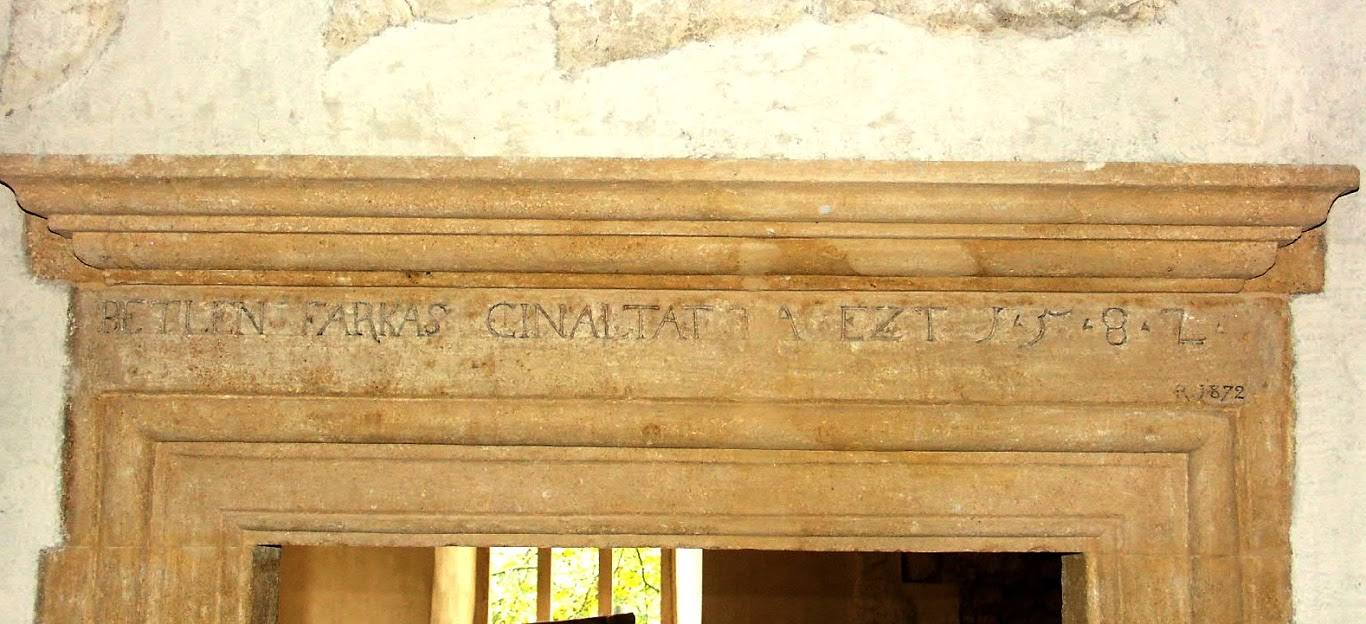
Veres-bástya, reneszánsz ajtó részlete
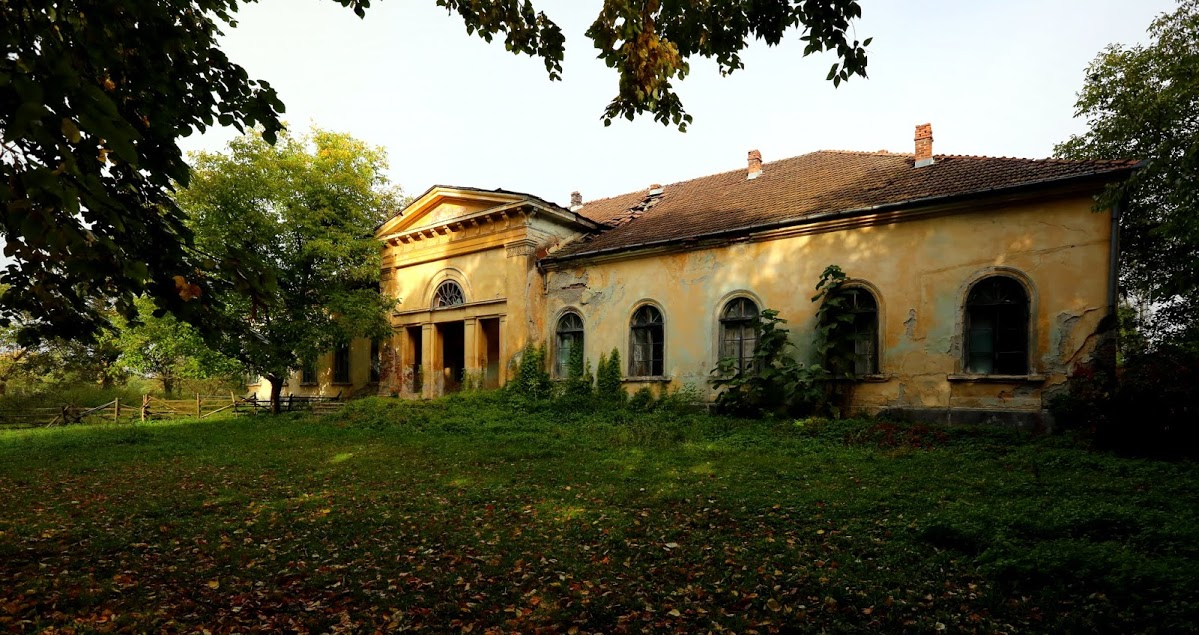
A Bornemisza-kastély épülete (a Veres-bástya mögött)
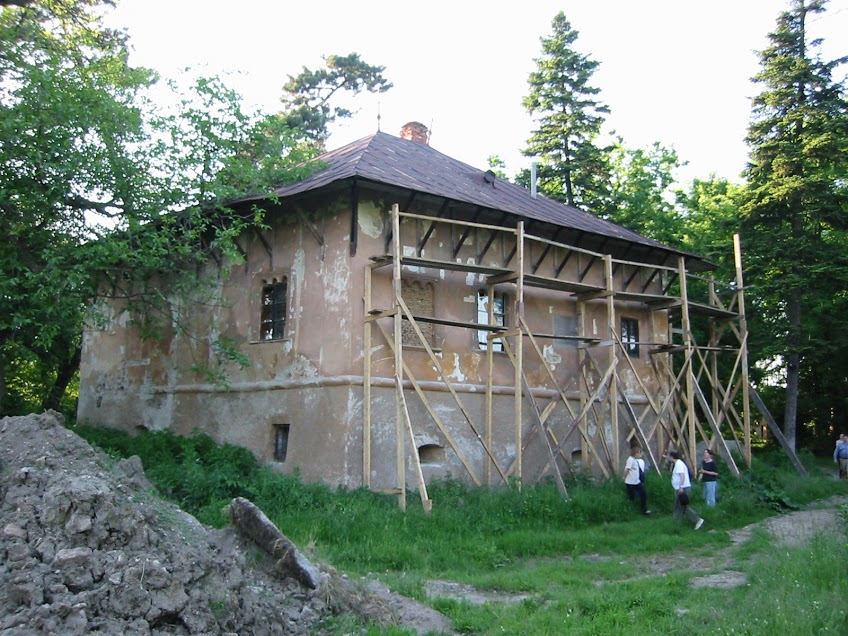
A Veres-bástya (2004)
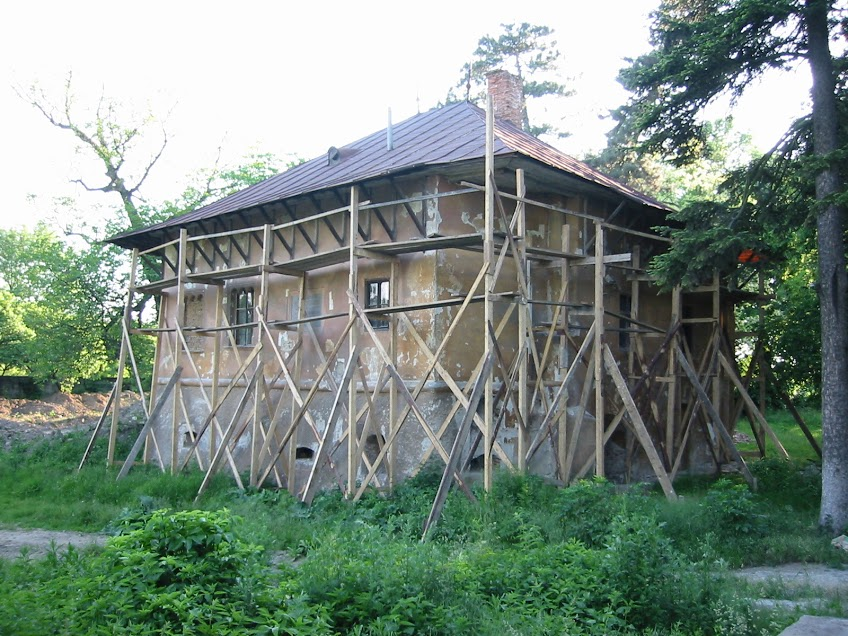
A Veres-bástya (2004)
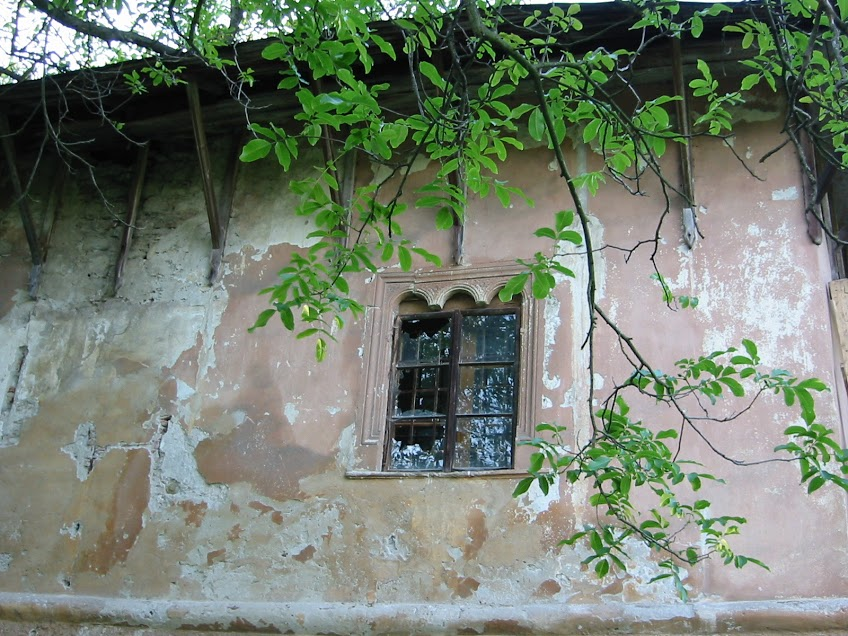
A Veres-bástya (2004)